# Alessandro Sanminiatelli Zabarella
Alessandro Kardinal Sanminiatelli Zabarella (* 3. August 1840 in Radicondoli; † 24. November 1910 in Monte Castello di Vibio) war Lateinischer Patriarch von Konstantinopel und Kurienkardinal.

## Leben
Der Sohn von Ferdinando Sanminiatelli Zabarella und seiner Frau Leopolda Pescatori di Peccioli besuchte das erzbischöfliche Priesterseminar in Pisa und das Almo Collegio Capranica in Rom im Jahre 1857. Er besuchte das Päpstliche Römische Priesterseminar, wo er die Promotion in Philosophie (1860) und in Theologie (1864) ablegte.
Zabarella empfing am 6. September 1863 durch Cosimo Barnaba Corsi die Priesterweihe und setzte sein Studium an der Universität La Sapienza fort, die er mit dem Doktortitel Doktor des kanonischen Rechts, den er im Jahre 1866 erhielt, verließ. Von 1861 bis 1868 studierte er an der Päpstlichen Diplomatenakademie in Rom. Er wurde 1867 zum Monsignore ernannt. Später wurde er zum Kanoniker am Petersdom ernannt.
Am 31. Juli 1874 wurde er zum Großalmosenier Seiner Heiligkeit und Titularerzbischof von Tyana ernannt. Die Bischofsweihe spendete ihm Papst Pius IX. selbst am 14. August desselben Jahres; Mitkonsekratoren waren Giuseppe Angelini, Weihbischof im Bistum Rom, und Francesco Marinelli, Päpstlicher Sakristan. Papst Leo XIII. vertraute ihm am 23. August 1887 das Amt des Präsidenten der Vatikanischen Justizkommission und am 29. November 1887 das Amt des Generalauditors der Apostolischen Kammer an.
Am 19. Juni 1899 nahm ihn Leo XIII. als Kardinal in pectore ins Kardinalskollegium auf. Drei Tage später erfolgte seine Ernennung zum Lateinischen Patriarchen von Konstantinopel. Dies wurde am 15. April 1901 durch die Ernennung zum Kardinalpriester von Santi Marcellino e Pietro öffentlich verkündet. Als Kämmerer des Heiligen Kardinalskollegiums verwaltete er vom 22. Juni 1903 bis zum 27. März 1905 die Einkünfte, die dem Kollegium der Kardinäle insgesamt zustanden, und nahm am Konklave 1903 teil, das Pius X. wählte.
Der Kardinal starb am 24. November 1910 im Alter von 70 Jahren in Monte Castello di Vibio und wurde auf dem Friedhof Campo Verano beigesetzt.